# Une nuit d'amour (film, 1952)
Pour le film américain, voir Une nuit d'amour (film, 1934).
Pour plus de détails, voir Fiche technique et Distribution.
Une nuit d'amour (ليلة غرام, Lailat gharam) est un film égyptien réalisé par Ahmed Badrakhan, sorti en 1952.

## Fiche technique
- Titre : Une nuit d'amour
- Titre original : ليلة غرام (Lailat gharam)
- Réalisation : Ahmed Badrakhan
- Photographie : Abdelhalim Nasr
- Pays :  Égypte
- Genre : Drame et romance
- Dates de sortie : 
  -  France : 1952 (Festival de Cannes)

## Distribution
- Maryam Fakhruddin
- Abbas Fares
- Gamal Fares
- Mahmoud Al Meleji
- Ferdoos Mohammed
- Husain Reyadh
- Zeinab Sedky

## Distinctions
Le film a été présenté en sélection officielle en compétition au Festival de Cannes 1952.